# Академия музыки, театра и изобразительных искусств
Академия музыки, театра и изобразительных искусств (АМТАП) является одним из старейших высших учебных заведений страны, а также единственным государственным учреждением в сфере высшего художественного образования в Республике Молдова. Академия является вузом, в котором представлены все специальности и специализации различных художественных направлений, изучаемых в Молдове.
Кроме того, Академия музыки, театра и изобразительных искусств (АМТАП) предоставляет возможность специалистам с высшим образованием повысить профессиональную подготовку в области музыки, театрального искусства, хореографии, мультимедиа, пластического и декоративного искусства, дизайна и культурологии, а также усилить подготовку будущих педагогических кадров для сферы культуры. и искусства.

## История
- 26 августа 1880 год — Объединение любителей музыки «Гармония» с музыкальными классами для обучения всех желающих
- 24 февраля 1899 год — Кишиневское отделение Императорского Российского музыкального общества и действовавшая при нем музыкальная школа
- 1893 – 1896 годы — 1-я Музыкальная школа под руководством Василия Гутора
- 1900 – 1907г - 2-я Музыкальная школа под руководством Василия Гутора
- 1919 год — Консерватория музыки и драматического искусства Unirea
- 1925 год — Национальная консерватория
- 1936 год — Муниципальная консерватория[1]
- 1940 год — Государственная консерватория
- 1960 год — Государственный институт искусств имени Г. Музическу
- 1999 год — Государственный университет искусств
- 2002 год — Академия музыки, театра и изобразительных искусств

В Академии Музыки, Театра и Изобразительных искусств преподавание идёт на румынском и русском языках.

## Факультеты
Прием осуществляется на следующие факультеты:
- Факультет Музыкального Искусства
- Факультет театра, хореографии и мультимедиа
- Факультет изобразительных искусств, декоративно-прикладного искусства и дизайна

## Творческие коллективы
- Симфонический оркестр Академии музыки, театра и изобразительных искусств
- Духовой оркестр Академии музыки, театра и изобразительных искусств
- Джазовый оркестр Академии музыки, театра и изобразительных искусств
- Смешанный хор
- Хоровой коллектив «Ренессанс»
- Мужской хор Г. Музыческу

## Ректоры
- Гершфельд, Давид Григорьевич
- Соковнин, Александр Львович
- Повзун, Василий Петрович
- Суслов Александр Кириллович
- Руснак Константин
- Апостол, Вениамин Гаврилович
- Данилэ Аурел
- Мустя, Георгий

Сегодня - Виктория Мельник, доктор искусствоведения, профессор университета, магистр искусств

## Известные преподаватели
В первые годы и последующие в Академии преподавали:
- Агабалян Лидия Семеновна
- Азрикан, Арнольд Григорьевич
- Аксёнов, Бэно Максович
- Аксёнов Владимир Вячеславович
- Аксёнова Лидия Александровна
- Аксёнова, Лидия Валерьяновна
- Алёшина-Александрова, Тамара Григорьевна
- Альтерман, Исай Моисеевич
- Аронецкая, Надежда Степановна
- Бабич, Лидия Осиповна
- Баракчи, Пётр Николаевич
- Берова, Сильвия Леонидовна
- Биешу, Мария Лукьяновна
- Богдановский, Ефим Моисеевич
- Ботезат, Прасковья Андреевна
- Ваверко, Людмила Вениаминовна
- Вербецкий, Евгений Николаевич
- Войцеховская Татьяна Александровна
- Галеску Вероника
- Гарштя, Вера Александровна
- Гершфельд, Григорий Исаакович
- Горшков, Юрий Давыдович
- Гройсзун Ревекка Осиповна
- Гуз, Юлий Моисеевич
- Гуров, Леонид Симонович
- Гуртовой, Тимофей Иванович
- Дайлис, Иосиф Львович
- Дайн, Оскар Миронович
- Дмитренко, Светлана Матусовна
- Драгош, Владимир Фёдорович
- Друк Влад Геогрьевич
- Дубоссарский, Борис Семёнович
- Загорский, Василий Георгиевич
- Зак, Евсей Соломонович
- Згуряну Теодор Степанович
- Златов, Семён Владимирович
- Каушанский Александр Григорьевич
- Клетинич, Евгений Самойлович
- Коваленко Сергей Сергеевич
- Кондря Василий
- Копытман, Марк Рувимович
- Косинский Жорж (Григорий) Хрисанфович
- Котляров, Борис Яковлевич
- Кочарова, Галина Вартановна
- Купча, Валерий Пименович
- Левинзон, Виктор Вениаминович
- Лившиц, Матус Яковлевич
- Липковская, Лидия Яковлевна
- Лобель, Соломон Моисеевич
- Милютин, Борис Семёнович
- Мунтяну, Михаил Иванович
- Пестер, Марк Яковлевич
- Ривилис, Павел Борисович
- Рябошапка Людмила Зеноновна
- Соцки-Войническу, Мирча Николаевич
- Столяр, Зиновий Лазаревич
- Стрезев Георгий Дмитриевич
- Стырча, Алексей Георгиевич
- Талмацкая Хая Яковлевна
- Тарасенко Орест Семёнович
- Тимофти, Михаил Васильевич
- Ткач, Ефим Маркович
- Ткач, Злата Моисеевна
- Унтерберг Михаил Ефимович
- Федов, Давид Григорьевич
- Фишман, Макс Шахнович
- Цибульская, Юлия Георгиевна
- Чебан, Тамара Савельевна
- Чобану, Геннадий
- Чолак, Николай Михайлович
- Юшкевич Анна Дмитриевна